# Bianco analitico
Il bianco analitico, o semplicemente bianco, è un termine della chimica analitica che definisce una miscela in tutto e per tutto uguale al campione da analizzare ma priva degli analiti di interesse.
Il bianco è trattato con tutti i reagenti con cui è stato trattato il campione e subisce tutti i trattamenti che ha subito il campione: bagno riscaldante, microonde, sonicazione, ecc.
Nella maggioranza dei casi i reagenti e i trattamenti vengono usati su un contenitore vuoto come nel caso delle soluzioni acquose in cui l'effetto matrice è trascurabile.
È possibile distinguere il bianco reagente, quello appunto in cui l'effetto della matrice è considerato trascurabile, dal bianco matrice che invece tiene conto più strettamente della presenza della matrice.
Il bianco serve a ottenere un'indicazione di quanto analita giunga da fonti esterne; ciò è indispensabile per calcolare i limiti di rivelabilità e di quantificazione.
Serve anche a individuare eventuali contaminanti presenti nel laboratorio o accidentalmente aggiunti dall'operatore e a valutare il livello di pulizia delle attrezzature e del laboratorio in generale.